# El laberinto griego
El laberinto griego es una película española de thriller estrenada en 1993, coescrita y dirigida por Rafael Alcázar, basada en la novela homónima protagonizada por Pepe Carvalho de Manuel Vázquez Montalbán, quien participó en la elaboración del guion. Fue protagonizada en los papeles principales por Omero Antonutti, Penélope Cruz, Eusebio Poncela y Aitana Sánchez-Gijón.
La película fue nominada en la categoría de mejor guion adaptado en la 7ª edición de los Premios Goya, galardón que recayó finalmente en el film El maestro de esgrima.

## Sinopsis
Una joven francesa y su acompañante se presentan en casa del detective Juan Bardón, un hombre con espíritu de perdedor y diversos problemas familiares. La pareja contrata sus servicios para buscar a un joven griego, ex-amante de la mujer que creen que ha huido a Barcelona. El detective queda fascinado por la belleza de la chica y acepta el caso para tener ocasión de verla más veces. La investigación le hace adentrarse en el sórdido mundo de la noche barcelonesa.

## Reparto
- Omero Antonutti ... Juan Bardón
- Aitana Sánchez-Gijón ... Bernadette
- Eusebio Poncela ... Jacques
- José Pedro Carrión ... Escultor
- Terele Pávez ... Esposa de Dotrós
- Fernando Guillén Cuervo ... Bardón hijo
- Carlos Lucena	...	Comisario
- Magüi Mira ... Luz
- Francisco Merino ...	Dotrós
- Penélope Cruz	...	Elisa
- Rafael Díaz ... Francesc Artimau
- José Lifante ... Recepcionista del hotel
- Luis Fernando Alvés ... Alekos
- Eufemia Román ...	Sonsoles
- Gabriel Latorre ... Pedro
- Carlos Bernal ...	Asaltante
- Marcela Walerstein ... Tamara
- Manuel Sola Roca ...	Policía I
- Javier Albalá ...	Policía II
- Pep Guinyol ... Félix
- Juana Andueza	...	Directora de ballet
- Ariadna Liaño	...	Hija de Dotrós
- Aurelio Río ... Mikia
- Fernando Vera ... Bailarín